# Borneoborstelkop

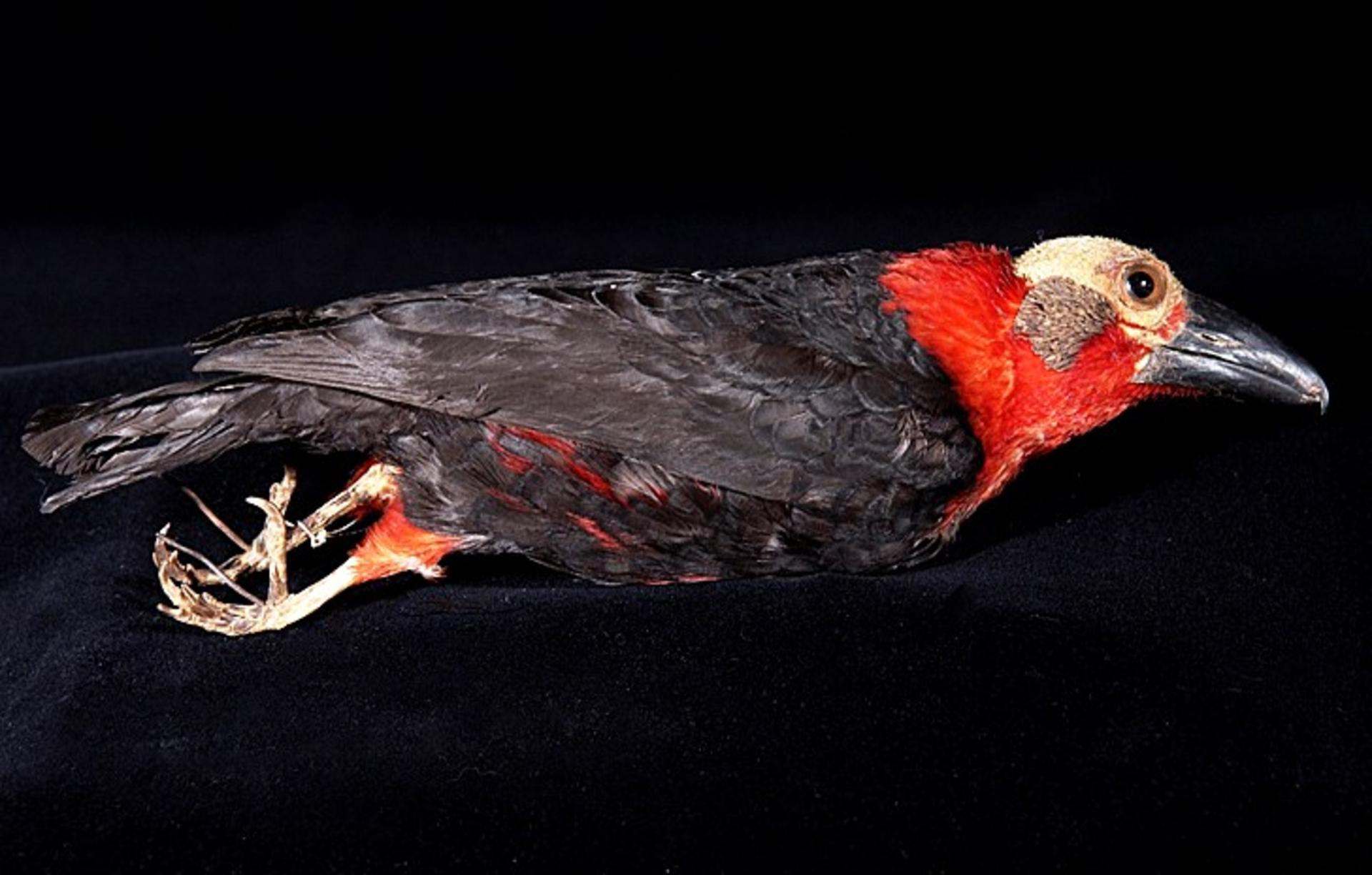
Museumexemplaar Naturalis vóór 1880

De borneoborstelkop (Pityriasis gymnocephala) is de enige soort uit het monotypische geslacht Pityriasis en de eveneens monotypische familie Pityriasidae en de orde van de zangvogels (oscines). Het is een geheimzinnige vogel die in het laaglandregenwoud van Borneo wordt aangetroffen. De vogel werd in 1835 door Coenraad Jacob Temminck beschreven als Barita gymnocephala.

## Kenmerken
De borneoborstelkop is een middelgrote vogel van ca. 25 cm lichaamslengte. Hij is overwegend zwart of donkergrijs gekleurd, met rode "dijen" (feitelijk tibia's) en een rode kop, keel en nek, met grijze oorvlekken en een geelgekleurde kruin die onbevederd is. Er is een witte vlek op de vleugels die alleen in vlucht zichtbaar is.
De borneoborstelkop heeft een enorme, zwarte snavel en een korte staart. Daardoor lijkt de vogel nogal plomp. De kruin is bedekt met korte (3–4 mm) strogeel gekleurde uitsteeksels van de huid, die lijken op de schacht van veren. Vandaar de naam borstelkop.
Het is een luidruchtige vogel die een uitgebreid repertoire aan geluiden maakt, waaronder gesnater, fluittonen en iets wat lijkt op schaterlachen.

## Verspreiding en leefomgeving
De borneoborstelkop is endemisch op het eiland Borneo, in het laagregenwoud. Waarnemingen zijn gedaan tot op 1200 m boven de zeespiegel. Het voorkomen is echter zeer schaars, fragmentarisch en onvoorspelbaar. De borneoborstelkop kan worden aangetroffen in zowel primair regenwoud en in secundaire laaglandbos en ook in moerasbos en mangroven.

## Status
De belangrijkste bedreiging voor de borneoborstelkop is de vernietiging van zijn leefgebied door houtkap en de enorme bosbranden die op Borneo gewoed hebben. De vogel is nog net geen bedreigde soort, omdat hij ook voorkomt in hellingbos dat minder door houtkap en branden is aangetast. De borneoborstelkop staat daarom als kwetsbaar op de Rode Lijst van de IUCN.

## Leefwijze
De borneoborstelkop is een vogel die vaak voorkomt in kleine, luidruchtige groepjes van zes tot tien exemplaren. Soms in groepen met andere grote bosvogels zoals malkoha's, babbelaars, drongo's, trogons, spechten en neushoornvogels.
De borstelkop voedt zich voornamelijk met grote ongewervelde dieren zoals rechtvleugeligen, Phasmatodea, kevers, vlinders, cicaden, kakkerlakken en termieten.

## Taxonomie
Over de plaats binnen de fylogenetische relaties van deze soort is geen consensus. Volgens moleculair genetisch onderzoek uit 2006 behoort de borneoborstelkop tot de clade (superfamilie) Corvoidea. Binnen deze clade heeft de soort een eigen familie die het meest verwant is aan de Aegithinidae (iora's), Malaconotidae (bosklauwieren, tsjagra's en fiskalen) en Platysteiridae (klauwiervliegenvangers en tapuitklauwieren).